# 吉田丈人
吉田 丈人（よしだ たけひと、1972年 - ）は、日本の理学者、生物学者。東京大学大学院農学生命科学研究科生圏システム学専攻教授。福井県・若狭町出身。

## 来歴
1972年生まれ。2001年京都大学大学院理学研究科博士課程修了、博士（理学）を取得 。その後、コーネル大学ポスドク研究員、日本学術振興会海外特別研究員・特別研究員を経て、2006年東京大学大学院総合文化研究科講師。2008年同准教授。
専門分野は、生態学、陸水学、進化学。